# Юлия Винер-Ченишева
Юлия Яковлевна Винер-Ченишева е българска оперна певица и музикален педагог, работила дълго време и в Германия.

## Биография
Родена е на 17 юни 1930 година в София. Баща ѝ е руски емигрант с еврейски произход, а майка ѝ е от заможно шуменско семейство. През 1951 година завършва Държавната музикална академия, като учи при Елена Орукин, Катя Спиридонова и Димитър Кожухаров.
През 1953 година става редовна солистка на Софийската опера, където дебютира на 17 юни 1954 година с ролята на Леонора в „Трубадур“ на Джузепе Верди. Успех имат и нейните превъплъщения в Турандот, Тоска и Аида от едноименните опери, Мюзета от „Бохеми“, Елизабета от „Дон Карлос“, Дездемона от „Отело“, Виолета от „Травиата“ многократно са изправяли на крака възторжената публика в продължение на повече от три десетилетия. В продължение на 15 години е солистка на Берлинската държавна опера.
През 1999 г. е удостоена с орден „Стара планина“ първа степен.
Юлия Винер-Ченишева умира на 22 октомври 2010 година в София.